# Эрнандес, Альфредо (футболист)
Альфре́до Рафаэ́л Эрна́ндес Гарси́я (исп. Alfredo Rafael Hernández García; 18 июня 1935, Мехико — 17 января 2003, Мехико) — мексиканский футболист, играл на позиции атакующего полузащитника. В составе сборной Мексики был участником двух чемпионатов мира (1958, 1962).

## Биография

### Клубная карьера
Эрнандес в течение шести сезонов играл за клуб «Леон», в составе которого выиграл чемпионский титул 1956 года, Кубок Мексики 1958 года и трофей Чемпион чемпионов Мексики. В 1961 году он перешёл в «Монтеррей», в котором отыграл четыре сезона, так и не завоевав никаких титулов.
В 1965 году перешёл в «Крус Асуль», став частью знаменитой команды, в составе которой он выигрывал национальные титулы. В этом же клубе он завершил карьеру в начале 1970 года в возрасте 34 лет.

### Карьера в сборной
В составе сборной Мексики был участником Панамериканских игр 1955 года, на которых мексиканцы завоевали серебряные медали. Эрнандес сыграл по одному матчу на чемпионате мира 1958 года и чемпионате мира 1962 года, на которых мексиканцы не вышли из группы.

### Тренерская карьера
Эрнандес работал главным тренером молодёжной команды «Крус Асуль» (1971—1975), «Пачуки» (1976—1977) и «Депортиво Рейноса» (1977—1981).

### Смерть
Скончался 17 января 2003 года в Мехико от остановки сердца в возрасте 67 лет.

## Достижения
«Леон»
- Чемпион Мексики (1) : 1955/56
- Обладатель Кубка Мексики (1): 1957/58
- Обладатель трофея Чемпион чемпионов Мексики (1): 1956

«Крус Асуль»
- Чемпион Мексики (2): 1968/69
- Обладатель Кубка Мексики (1): 1968/69
- Обладатель трофея Чемпион чемпионов Мексики (1): 1969
- Обладатель Кубка чемпионов КОНКАКАФ (1): 1969